# Боулинг Грин (Кентаки)
Боулинг Грин (енгл. Bowling Green) град је у америчкој савезној држави Кентаки.

## Демографија
По попису из 2010. године број становника је 58.067, што је 8.771 (17,8%) становника више него 2000. године.
| Група             | 2000.          | 2010.          |
| Белци             | 39.010 (79,1%) | 42.404 (73,0%) |
| Афроамериканци    | 6.267 (12,7%)  | 8.071 (13,9%)  |
| Азијати           | 959 (1,9%)     | 2.416 (4,2%)   |
| Хиспаноамериканци | 2.011 (4,1%)   | 3.749 (6,5%)   |
| Укупно            | 49.296         | 58.067         |